# Kostel svatého Mikuláše (Mikulovice, okres Chomutov)
Kostel svatého Mikuláše je římskokatolický kostel zasvěcený svatému Mikuláši v zaniklé vesnici Mikulovice v okrese Chomutov. Od roku 1963 je chráněn jako kulturní památka. Kostel obklopený hřbitovem stojí na nízkém návrší nad korytem Hradišťského potoka. Původní vesnice zanikla v roce 1988 v souvislosti s plánovanou výstavbou složiště popílku a její katastrální území bylo připojeno ke Klášterci nad Ohří.

## Historie
První písemná zmínka o Mikulovicích pochází z roku 1261 a vzhledem k archaickým gotickým portálům v interiéru kostela lze předpokládat, že ten vznikl už před uvedeným rokem. Patronátní právo vykonával komtur johanitské komendy v Kadani. Ve čtrnáctém století kostel platil devět grošů papežského desátku, a patřil tak k nejchudším kostelům v kadaňském děkanství. Fara ve vesnici existovala do roku 1580 a obnovena byla až v roce 1784 poté, co kostel prošel v letech 1768–1770 výraznou barokní přestavbou, během které byla k západnímu průčelí přistavěna věž.

## Popis
Kostel tvoří plochostropá obdélná loď zakončená přibližně čtvercovým presbyteriem. V ose západního průčelí stojí věž, ve které se nachází vstup do kostela. Předsíň ve věži je zaklenutá křížovou klenbou. Původní portál v jižní zdi lodi je zazděný. V západní části lodi se nachází kruchta podepřená dvěma hranolovými sloupy. Křížovou klenbou je zaklenutý také prostor pod kruchtou, sakristie a presbytář, který je od lodi oddělen vítězným obloukem. Sakristie je přiložena k jižní straně presbytáře, ze kterého se do ní vstupuje lomeným gotickým portálem.